# Kolîma

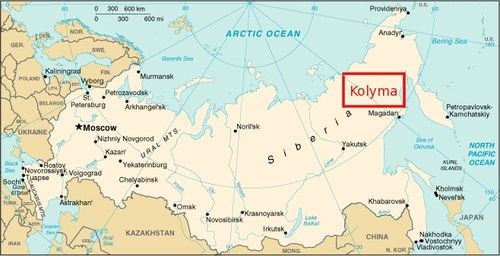
Regiunea Kolîma

Regiunea Kolîma (rusă: Колымский край) este o regiune istorică în partea de nord-est a Rusiei, care se întinde de la cursul superior al râului Kolîma la coasta de nord a Mării Okhotsk.

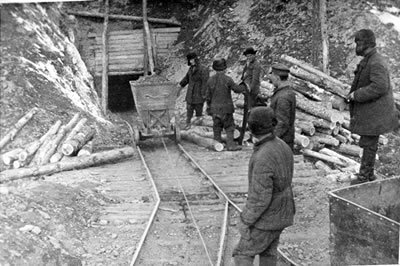
Intrarea în mina din Kolîma

Convențional, Regiunea Kolîma coincide cu teritoriul regiunii Magadan, cu regiunile estice ale Iacutiei și cu parte la nord a Ținutului Kamceatka (în 2008). 
Nu este organizată ca unitate administrativă separată, iar teritoriul său, la diferite momente, a fost o parte din diverse subdiviziuni politice.

## Istorie
Conceptul de "Kolîma" ca o anumită regiune a apărut în anii 1920 - 1930, în primul rând datorită descoperirii de-a lungul bazinului râului Kolîma a unor depozite bogate în aur și alte minerale și, în timpul Represiunilor lui Stalin, ca locul unor lagăre de muncă cu condiții deosebit de dificile de viață și de lucru.
În timpul regimului lui Stalin în regiune au fost deportați și moldoveni-români.

## Vezi și
- Kolîma (râu)